# Gyraulus parvus
Espèce
Synonymes
Planorbis parvus
Planorbis similaris
Planorbis vermicularis
Statut de conservation UICN

 LC  : Préoccupation mineure
Gyraulus parvus, la Planorbine voyageuse, est une espèce d'escargots d'eau douce de la famille des Planorbidae. Elle est originaire de l'Amérique du Nord et des Caraïbes, et plus spécifiquement du Canada, de Cuba, des États-Unis, du Mexique, et de Porto Rico. Il s'agit d'une espèce introduite en Eurasie, notamment en Allemagne, en Autriche, en France, en Israël et en République tchèque.

## Habitat
Cet escargot commun se trouve dans différents types d'habitat d'eau douce, tels que les mares et les lacs. Il consomme des Diatomées et des Périphytons qu'il arrache de la surface. Il se repose parfois en s'attachant à des plantes aquatiques.